# Ieixivà Mercaz HaRav Kook
Mercaz Harav Kook (hebreu: ישיבת מרכז הרב‎) és una ieixivà sionista que està situada en la ciutat santa de Jerusalem, a l'Estat d'Israel, va ser fundada en l'any 1924 pel rabí Abraham Isaac Kook, des d'aleshores, molts líders sionistes han estudiat a Mercaz HaRav. Durant la nit del 6 de març de l'any 2008, Alaa Abu Dhein, un ciutadà del barri de Jabel Mukaber a Jerusalem Est, va entrar a la ieixivà amb una arma de foc i va començar a disparar, matant fins a vuit estudiants i ferint a quinze més, finalment ell també fou abatut per trets d'arma de foc.